# Гойкович, Дарко
Дарко Гойкович (серб. Дарко Гојковић; 26 сентября 1988 года; Печ, Югославия) — сербский футболист, защитник. С 2022 года игрок сербского клуба ОФК.
Выступал за сербские клубы «Хайдук» из Белграда, «Единство» из Ужице и за «Бежанию».